# Berne
Berne ist eine Gemeinde im Landkreis Wesermarsch in Niedersachsen, Deutschland.

## Geographie

### Lage
Die Gemeinde Berne liegt im südlichen Teil der Wesermarsch. Die Gemeinde hat eine Fläche von 85 km² und liegt an der Mündung des Flusses Berne (etwa 5 Meter breit, daher auch „Bach“) in die Ollen, einen Nebenfluss der Hunte. Das dünn besiedelte und größtenteils landwirtschaftlich genutzte Gemeindegebiet besteht überwiegend aus Marschland. Im Süden der Gemeinde befinden sich größere Moorgebiete. Das heutige Gemeindegebiet ist Teil der historischen Landschaft Stedingen, die im Wesentlichen das Gebiet der Gemeinde Lemwerder und der Nachbargemeinde Berne umfasste.

### Nachbargemeinden
Im Nordwesten wird die Gemeinde durch die Hunte und im Nordosten durch die Unterweser begrenzt. Die Weser bildet hier gleichzeitig die Landesgrenze zum Bremer Stadtteil Blumenthal. Südöstlich grenzt Berne an die Gemeinde Lemwerder und im Süden an die zum Landkreis Oldenburg gehörigen Gemeinden Hude und Ganderkesee. Nord-Nordwestlich von Berne befindet sich die Stadt Elsfleth.

### Gemeindegliederung
Die Gemeinde Berne setzt sich aus 51 Gemeindeteilen zusammen: Bäke, Bardenfleth, Berne (Kernort), Bernebüttel, Bettingbühren, Buttel, Buttlerhörne, Campe, Coldewei, Dreisielen, Füllje, Ganspe, Ganspe Außendeich,
Glüsing, Hannöver, Harmenhausen, Hekelermoor, Hekeln, Hiddigwarden, Hiddigwardermoor, Huntebrück, Juliusplate, Katjenbüttel, Köterende, Lichtenbergersiel, Motzen, Neuenhuntorf, Neuenhuntorfersiel, Neuenhuntorfermoor, Neuenkoop, Neumühlen, Ochholt, Ohrt, Ollen, Ollenermoor, Pfahlhausen, Ranzenbüttel, Ritzenbüttel, Schlüte, Schlüterburg, Schlüterdeich, Warfleth, Wehrder, Wehrderhöhle, Piependamm und Weserdeich.
Der Sitz der Gemeindeverwaltung befindet sich im Gemeindeteil Berne.

### Naturschutzgebiete

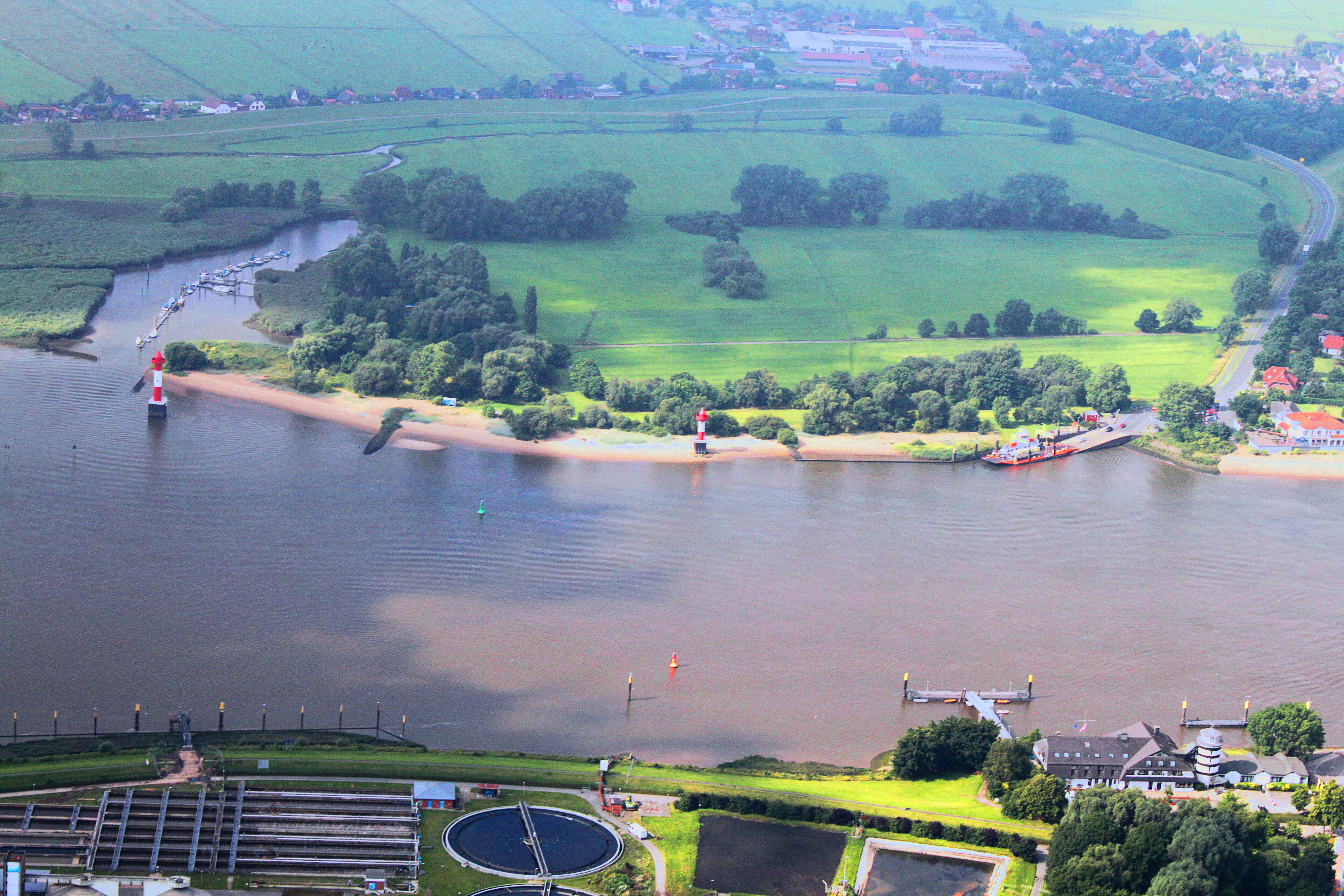
Blick über die Weser zur Juliusplate und zu den Ortsteilen Weserdeich (hinten links) und Ranzenbüttel (hinten rechts)

Auf dem Gemeindegebiet befinden sich:
- das Naturschutzgebiet Juliusplate. Es ist ein Naturschutzgebiet nordöstlich von Berne am linken Ufer der Weser auf der gleichnamigen ehemaligen Weserinsel. Es ist rund 79 Hektar groß und steht seit dem 13. Dezember 2007 unter Naturschutz.
- das 182 Hektar große „Wittemoor“ als Teil des Naturschutzgebietes Holler- und Wittemoor.

Zuständige untere Naturschutzbehörde ist der Landkreis Wesermarsch.

## Geschichte

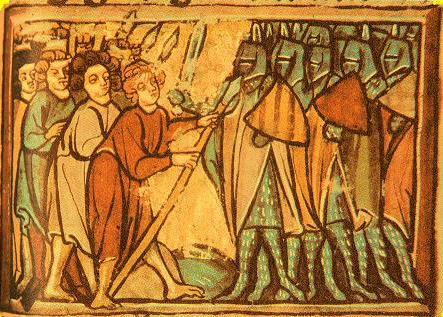
Die Schlacht bei Altenesch
(Miniatur in der Sächsischen Weltchronik, 13. Jahrhundert)

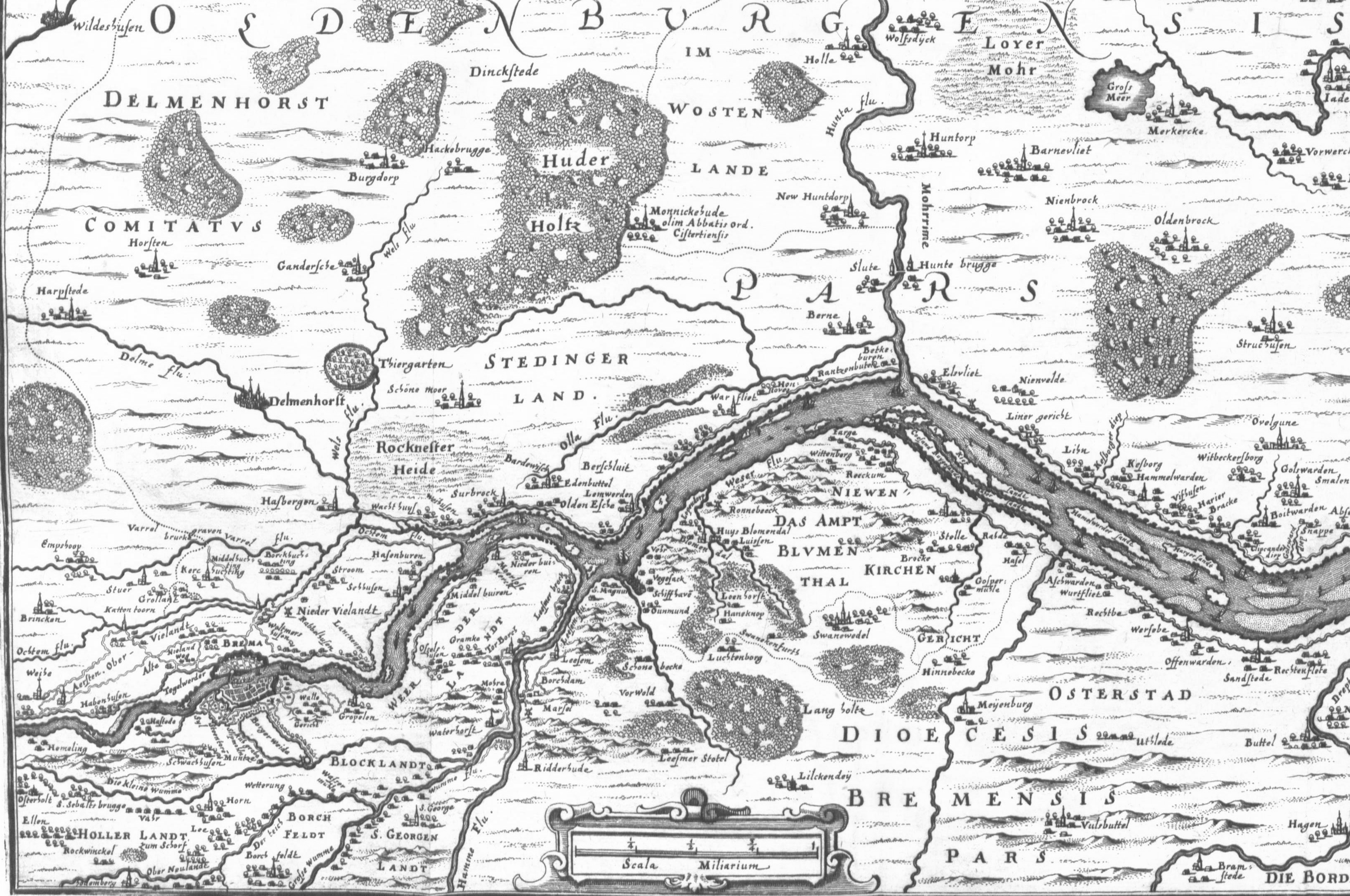
Nicht genordete Karte mit dem Stedinger Land

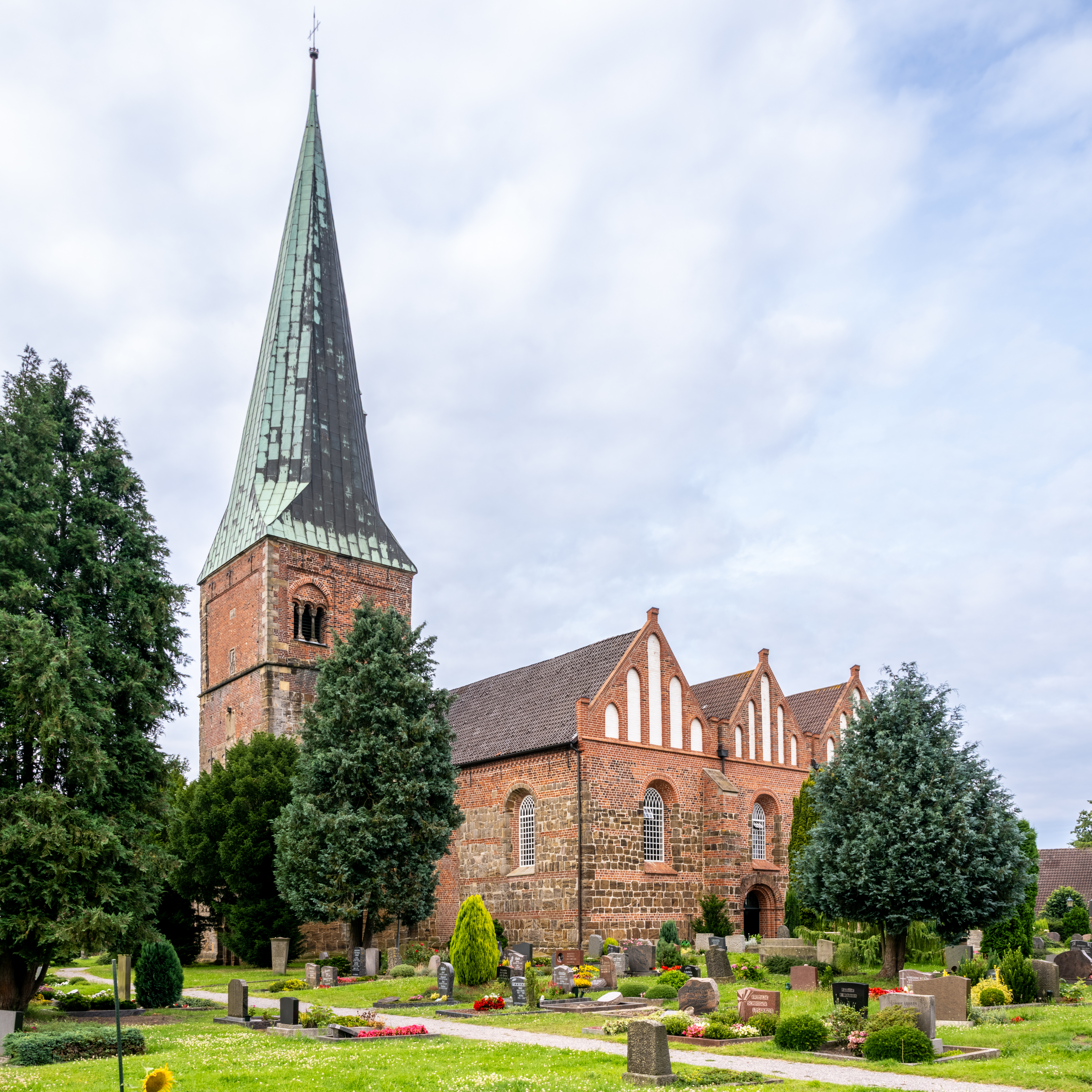
St. Aegidius-Kirche

### Mittelalter
1063 verschenkte Kaiser Heinrich IV. das ungeschützte Sumpfland um Berne an die bremische Kirche. Erzbischof Adalbert von Bremen gestattete den zugewanderten Niederländern die Besiedlung im freien erblichen Besitz nach dem Holländerrecht. Zum Hochwasserschutz wurde ca. 100 Jahre später von den Stedingern mit dem Deichbau begonnen.
Im 13. Jahrhundert protestierten die Stedinger in der damaligen Berner St. Ägidiuskirche gegen die Feudalherrschaft des Landesherrn Erzbischofs Gerhard II. von Bremen. Die Unterdrückung, aber auch der Protest, nahmen zu. 1233/34 kam es zum Stedingerkrieg, ein Kreuzzug des Erzbistums Bremen gegen das Volk der Stedinger. In der Schlacht bei Altenesch siegten der Erzbischof und seine Verbündeten und die Stedinger wurden weiter unterdrückt.
Nach dieser Schlacht wurde durch die Grafschaft Oldenburg eine erste Burg in Berne errichtet, der 1252 die Lauenburg am Nordwestrand des Ortes folgte. Beide Burgen verloren schon nach wenigen Jahrzehnten ihre Bedeutung.
Die Kirche von Berne ließ der Erzbischof bis auf den Turm und die Nordmauer abreißen. Die Aegidius-Kirche wurde um 1240 als gotische Hallenkirche neu erbaut und der vorhandene Turm einbezogen. Um 1350 entstand die St.-Marien-Kirche im Ortsteil Warfleth. Die St.-Marien-Kirche im Ortsteil Neuenhuntorf wurde ab 1489 erbaut.

### 15. bis 19. Jahrhundert
Nachdem das Sumpfgebiet sich zu einem fruchtbaren Marschland entwickelte, konnte durch Viehzucht und Ackerbau ein bescheidenes Leben ermöglicht werden. Die Viehzucht gedieh, der Export der Rinder ließ einen gewissen Wohlstand zu.
1601 wurde von Graf Anton der Berner Markt genehmigt. Er war der Höhepunkt des Jahres an dem bei Handel, Gesang, Spiel und Tanz alle Schichten der Bevölkerung teilnahmen.
Das Gut Neuenhuntorf wurde 1678 unter Leitung des Oberdeichgrafen Anton Günther von Münnich erbaut. Hier verlebte der spätere russische Generalfeldmarschall und Staatsmann Graf Burkhard Christoph von Münnich seine Jugend. Ab 1750 wurden Viehmärkte abgehalten.
Die Marschbauern konnten im 17. bis 19. Jahrhundert einen begrenzten Wohlstand erlangen, während die Torfbauern nur das nötigste hatten. Im Deichbezirk an der Weser lebten zudem zahlreiche Fischer, Kahnschiffer und Seefahrer. Die Schifffahrt auf der Weser förderte die Entstehung einer Reihe von kleinen Bootsbaubetriebe und mittleren Schiffswerften. Auch heute werden hier noch Jachten und Spezialschiffe hergestellt.
Das Großherzogtum Oldenburg baute zwischen 1856 und 1869 in der Wesermarsch eine Verbindungsstraße, die aus Sparsamkeitsgründen mit einheimischen Klinkersteinen errichtet wurde. Daraus entwickelte sich die heutige Bundesstraße 212.
1873 erfolgte der Bau der Bahnstrecke von Hude bis Brake mit Anschluss von Berne. Der Transport von Vieh erleichterte sich erheblich. Die Gründung der Stedinger Molkerei folgte bald darauf.

### Neuere Zeit
Seit dem 19. Jahrhundert gliederte sich das Gebiet der heutigen Gemeinde Berne in die Gemeinden Berne, Neuenhuntorf und Warfleth, die zum oldenburgischen Amt Elsfleth gehörten. 1933 wurden Berne, Neuenhuntorf und Warfleth mit den Gemeinden Altenesch und Bardewisch zur Gemeinde Stedingen des Landkreises Wesermarsch zusammengeschlossen. Am 1. April 1948 wurde die Gemeinde Stedingen wieder aufgelöst und in die Gemeinden Berne und Altenesch geteilt. Neuenhuntorf und Warfleth verblieben als Teil von Berne.
Die Hubbrücke Huntebrück entstand von 1951 bis 1953.
Am 10. Dezember 2015 wurde die ca. 40 m nördlich der vorhandenen Hubbrücke neu errichtete Klappbrücke über die Hunte für den Verkehr freigegeben.

### Einwohnerentwicklung
Die Einwohnerzahl der Gemeinde pendelt seit dem Jahr 2000 relativ konstant um die 7.000-Einwohner-Marke.
| Jahr | Einwohner |
| ---- | --------- |
| 1980 | 6176      |

| Jahr | Einwohner |
| ---- | --------- |
| 1990 | 6400      |

| Jahr | Einwohner |
| ---- | --------- |
| 2000 | 6921      |
| 2001 | 7179      |
| 2002 | 6917      |
| 2003 | -         |
| 2004 | 7246      |
| 2005 | -         |
| 2006 | 7141      |
| 2007 | 7108      |
| 2008 | 7095      |
| 2009 | 7029      |

| Jahr | Einwohner |
| ---- | --------- |
| 2010 | 6917      |
| 2011 | 6951      |
| 2012 | 6940      |
| 2013 | 6874      |
| 2014 | 6843      |
| 2015 | 6802      |
| 2016 | 6857      |
| 2017 | 6843      |
| 2018 | 6779      |
| 2019 | 6737      |

| Jahr | Einwohner |
| ---- | --------- |
| 2020 | 6792      |
| 2021 | 6707      |
| 2022 | 6649      |
| 2023 | 6739      |

Stand jeweils am 1. Januar des angebenden Jahres.
(jeweils zum 31. Dezember)

## Politik

### Gemeinderat
Der Gemeinderat der Gemeinde Berne besteht aus 18 Ratsfrauen und Ratsherren. Dies ist die festgelegte Anzahl für eine Gemeinde mit einer Einwohnerzahl zwischen 6.001 und 7.000 Einwohnern. Die 18 Ratsmitglieder werden durch eine Kommunalwahl für jeweils fünf Jahre gewählt. Stimmberechtigt im Gemeinderat ist außerdem der hauptamtliche Bürgermeister.
Die Ratswahl vom 12. September 2021 führte zu dem in den Diagrammen dargestellten Ergebnis. Die Amtszeit begann am 1. November 2021 und endet am 31. Oktober 2026.
Die Wahlbeteiligung an der Kommunalwahl 2021 lag bei 58,68 %. Bei der Wahl 2016 betrug sie 56,13 %.

### Bürgermeister
Bei der Bürgermeisterwahl am 24. September 2017 wurde der Einzelbewerber Hartmut Schierenstedt zum hauptamtlichen Bürgermeister gewählt. Ein spannender Wahlabend endete mit einer einzigen Stimme mehr (50,01 %) für den gewählten Kandidaten. Schierenstedt folgt Franz Bittner im Amt, der 2009 mit einem Wahlergebnis von 67,11 % erfolgreich war, aber nicht wieder kandidierte.

### Wappen
Das Wappen der Gemeinde ist geteilt. Die obere Hälfte zeigt zwei Pferde als Symbol für die Bedeutung der Pferdezucht. Die untere Hälfte zeigt ein Boot als Symbol für den Schiffbau. Die Farben Rot, Gold und Blau stammen aus dem Wappen der Grafen von Oldenburg, die dieses Gebiet als erstes friesisches Gebiet eroberten.

### Partnerschaften
- Seit 2001 besteht eine Gemeindepartnerschaft mit der rund 1200 Kilometer entfernten ungarischen Gemeinde Vértessomló. Sie liegt rund 1,5 Stunden Autofahrt von Budapest in Richtung Balaton entfernt. Die nächste größere Stadt ist die Universitätsstadt Tatabánya.
- Berne ist im Kommunalverbund Niedersachsen/Bremen vertreten.

## Kultur und Sehenswürdigkeiten
Siehe auch Liste der Baudenkmale in Berne
- Arboretum Neuenkoop

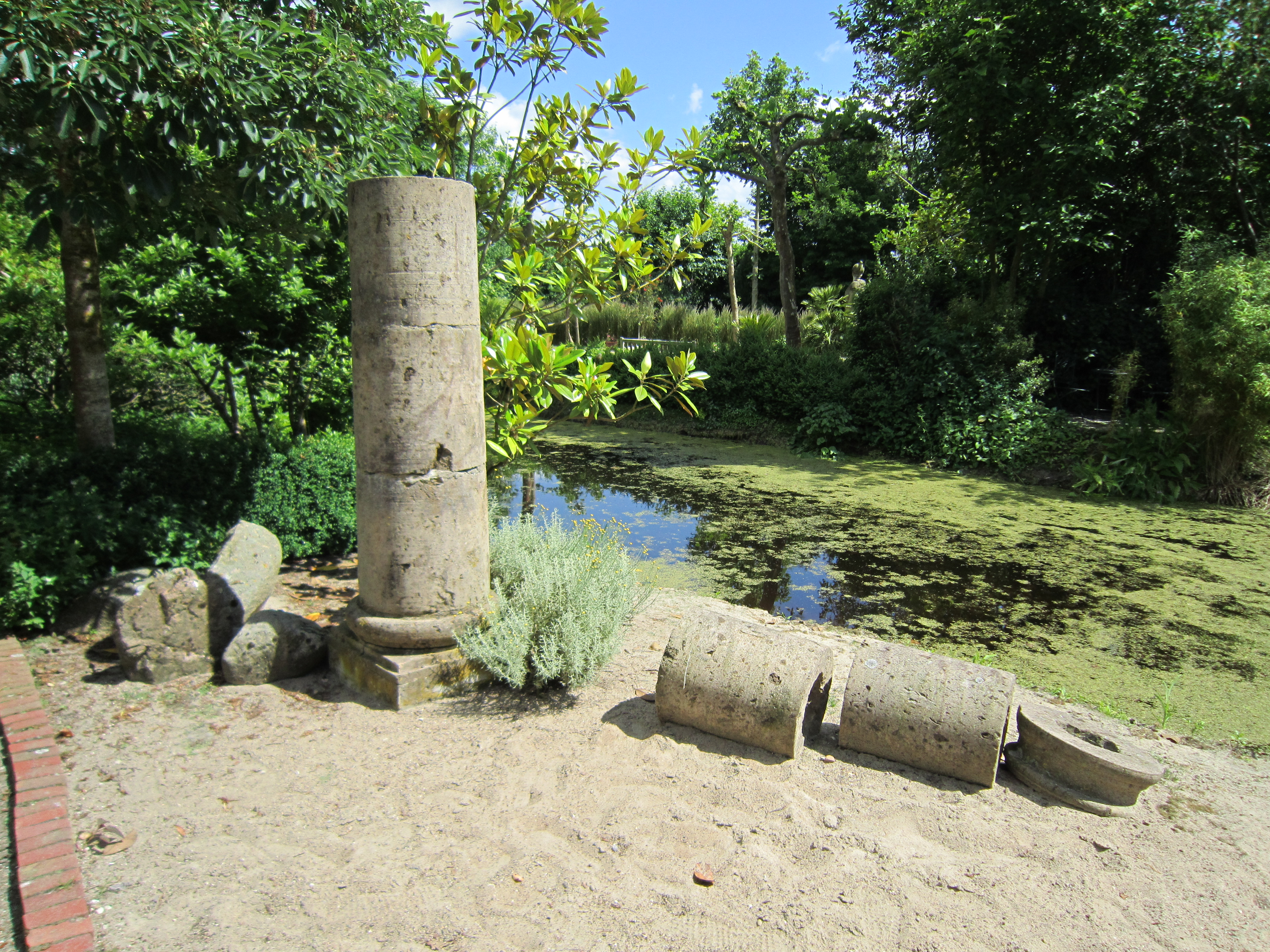
Arboretum Neuenkoop

- Kulturmühle Berne, 1907 gebaut als Motormühle Berne

### Museen
- Heimatmuseum Berne
- Das kleine Oldtimermuseum in Berne-Bardenfleth

### Bauwerke
- St.-Aegidius-Kirche, Berne (um 1240), dreischiffige gotische Hallenkirche, von 1590 bis 1596 baute Meister Reinhard Lampeler aus Brabant die Orgel, Altar und Kanzel aus der Werkstatt Ludwig Münstermanns
- St.-Marien-Kirche im Ortsteil Warfleth, erbaut um 1350
- St.-Marien-Kirche im Ortsteil Neuenhuntorf, erbaut um 1500
- Rathaus Berne, Schulgebäude von 1904
- Gut Neuenhuntorf von 1678 von Oberdeichgraf Anton Günther von Münnich erbaut. Sein Sohn Burkhard Christoph von Münnich (1683–1767), russischer Generalfeldmarschall und Staatsmann, ist hier geboren.
- Hofanlage Deichstraße 218 von um 1630, um 1700, um 1795 und um 1915; damit einer der ältesten erhaltenen Höfe.
- Ehemalige Synagoge
- Piependammer Siel
- Schwarzer Leuchtturm Warfleth auf dem Warflether Sand (nicht zu verwechseln mit dem Schwarzen Leuchtturm Lemwerder)
- Richtfeuerlinie Berne am Weserufer
- Richtfeuerlinie Juliusplate am Weserufer
- Hubbrücke Huntebrück, niedersächsisches Baudenkmal, 1951 bis 1953 erbaut
- Mündungsschöpfwerke:
  - Motzen
  - Lichtenberg (benannt nach einer Siedlung am gegenüberliegenden Hunteufer in Elsfleth)
  - Neuhuntorf

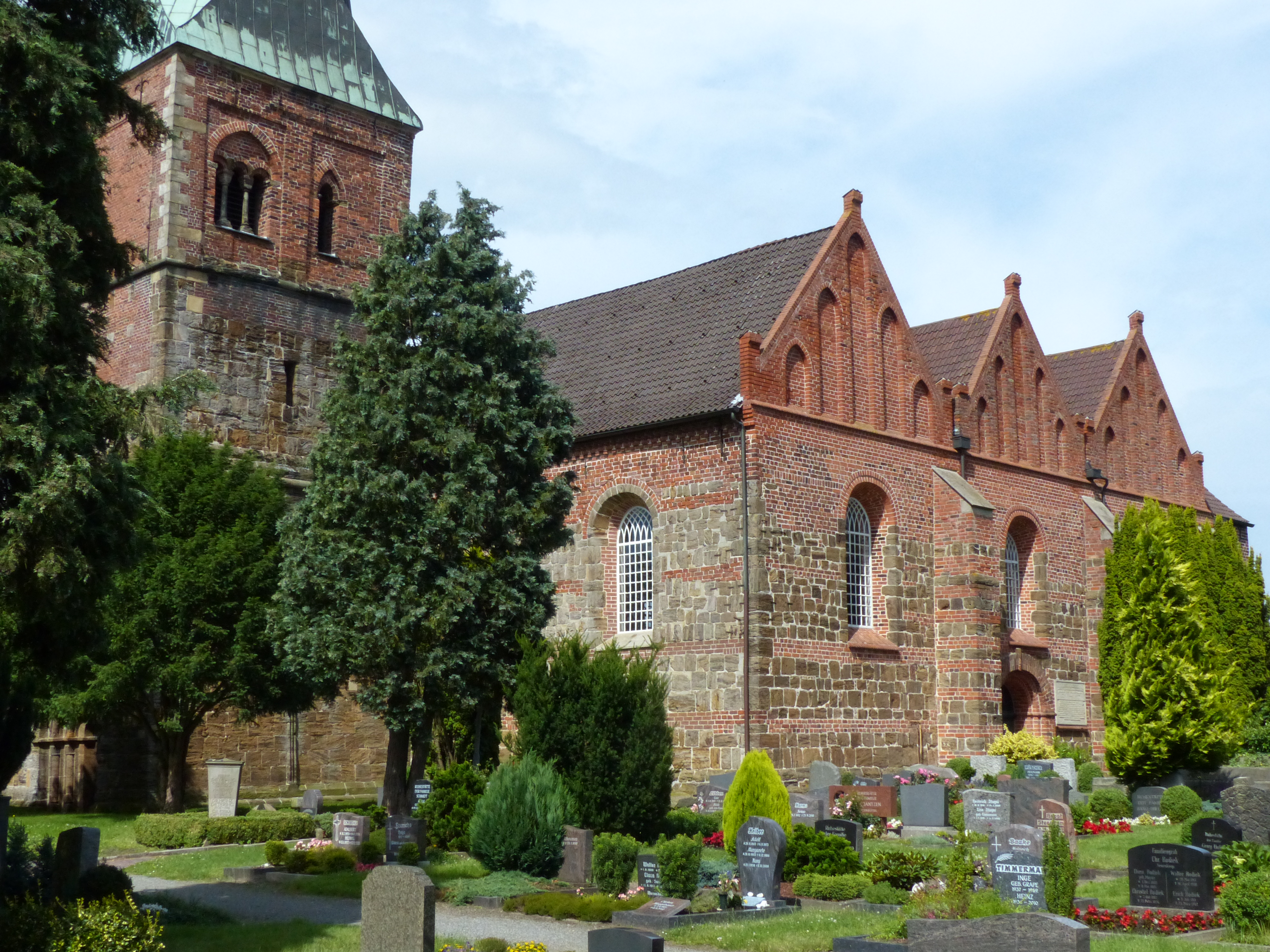
St.-Aegidius-Kirche in Berne
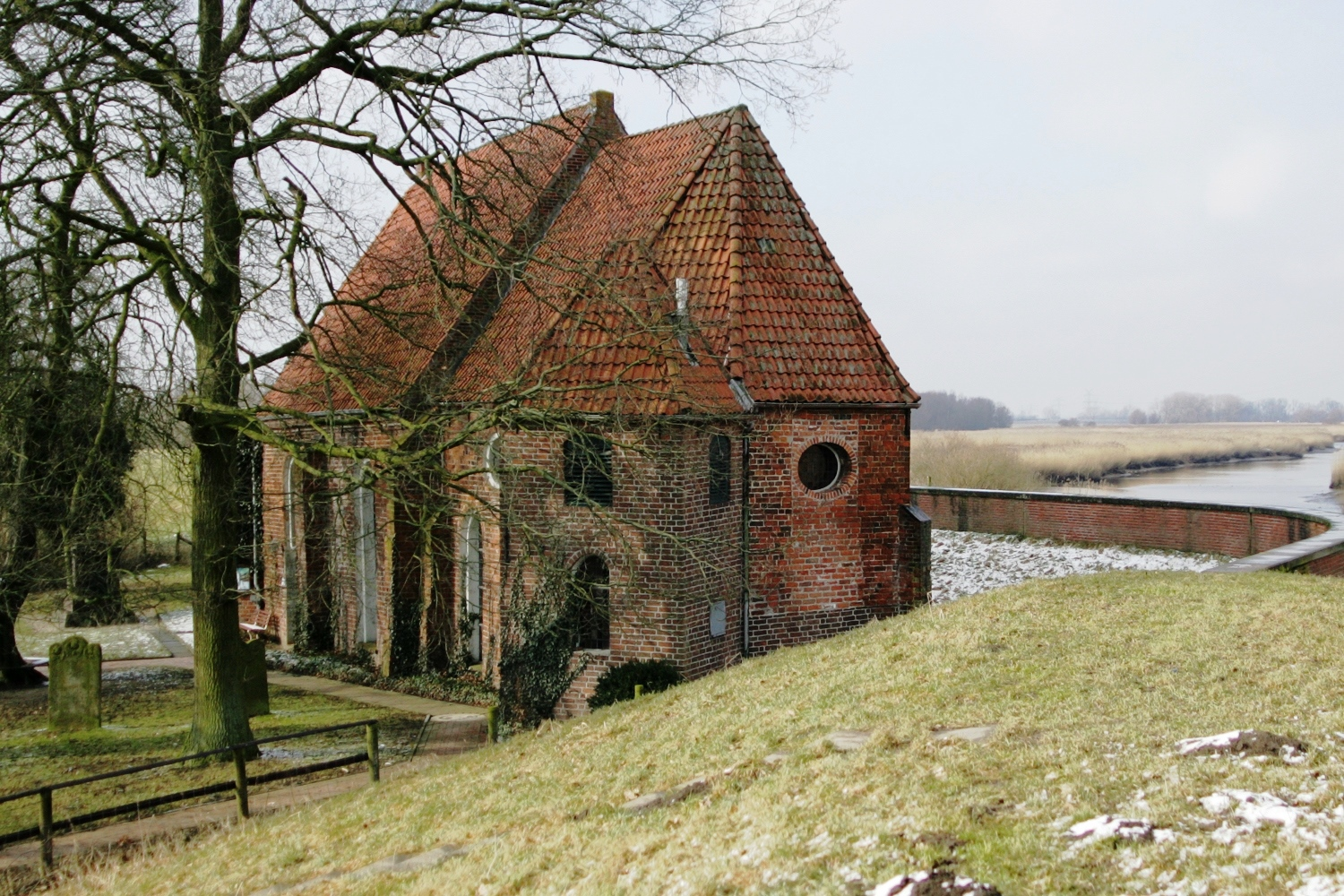
St.-Marien-Kirche in Warfleth
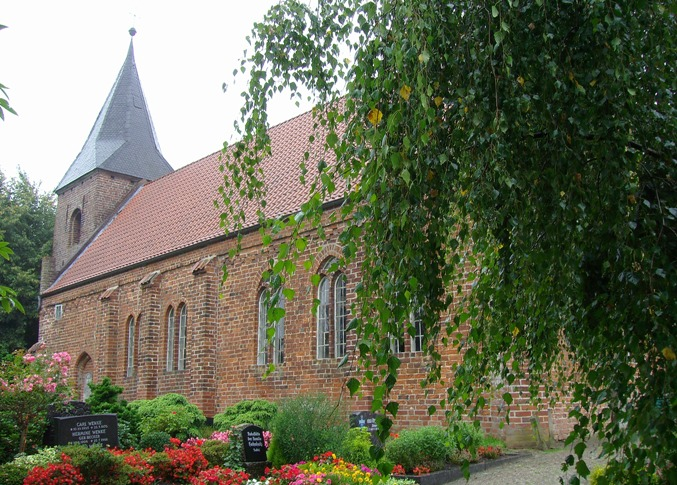
St.-Marien-Kirche in Neuenhuntorf
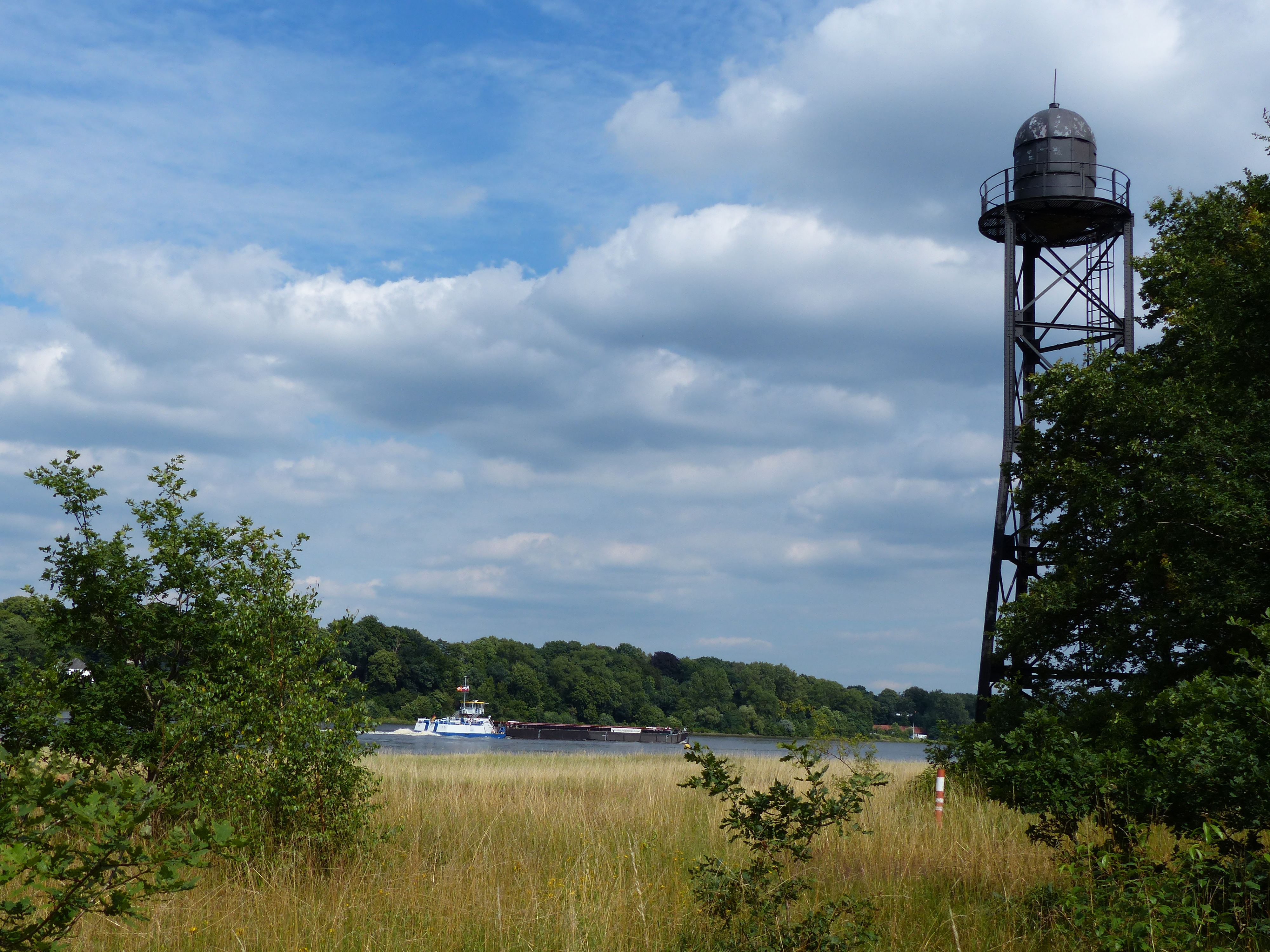
Stillgelegter Leuchtturm auf dem Warflether Sand
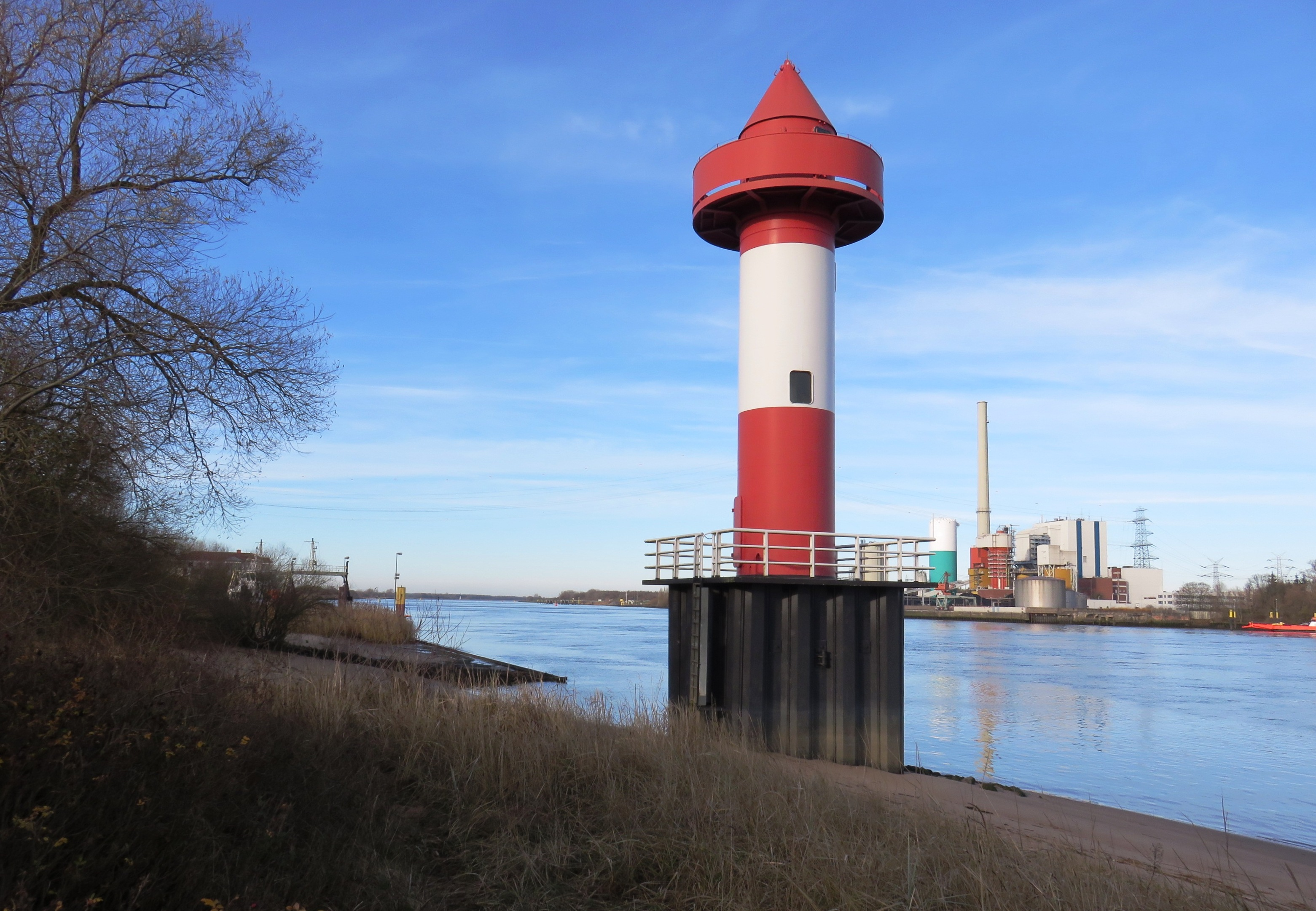
Gemeinsames Unterfeuer Berne-Juliusplate
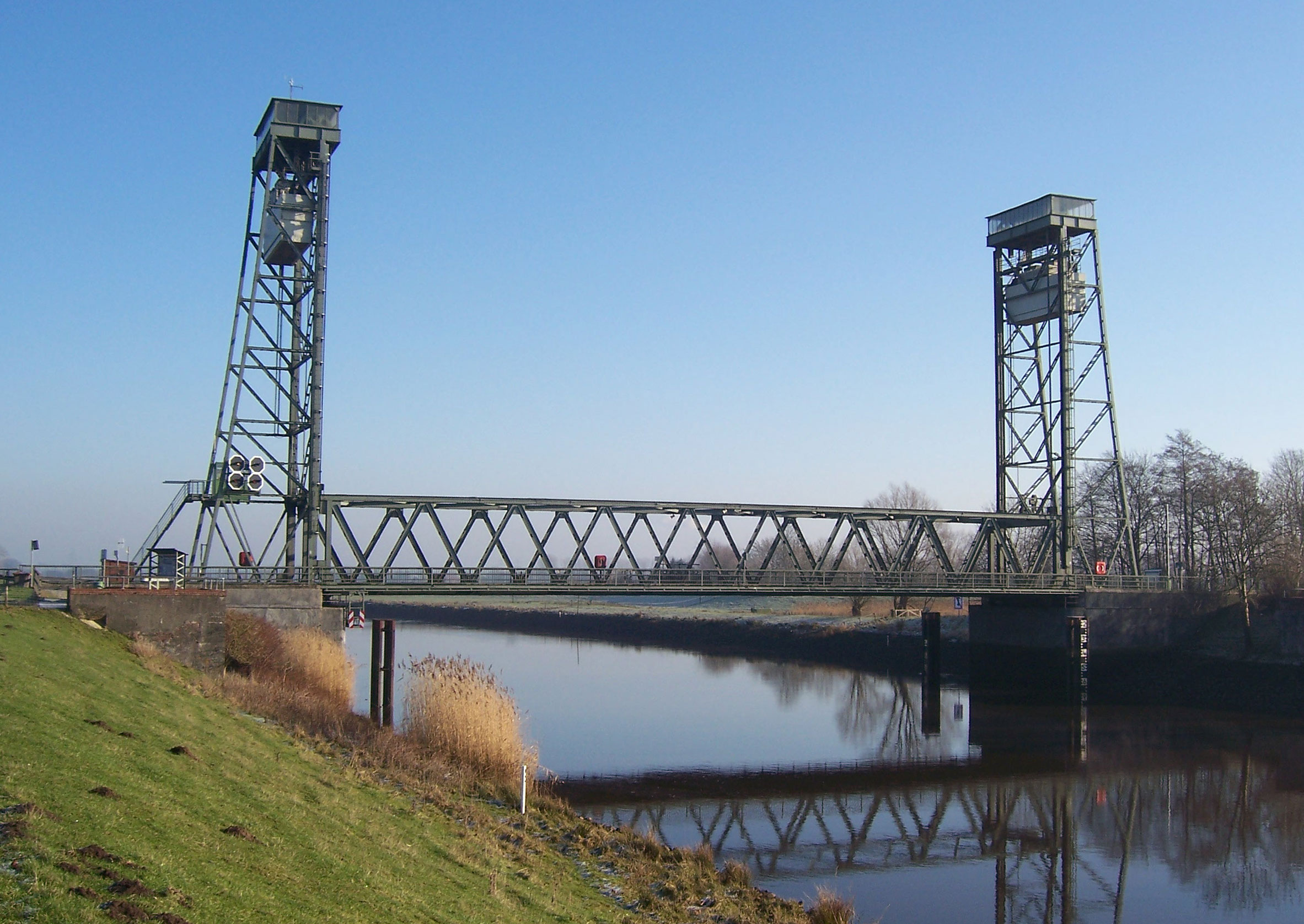
Ehemalige Hubbrücke Huntebrück
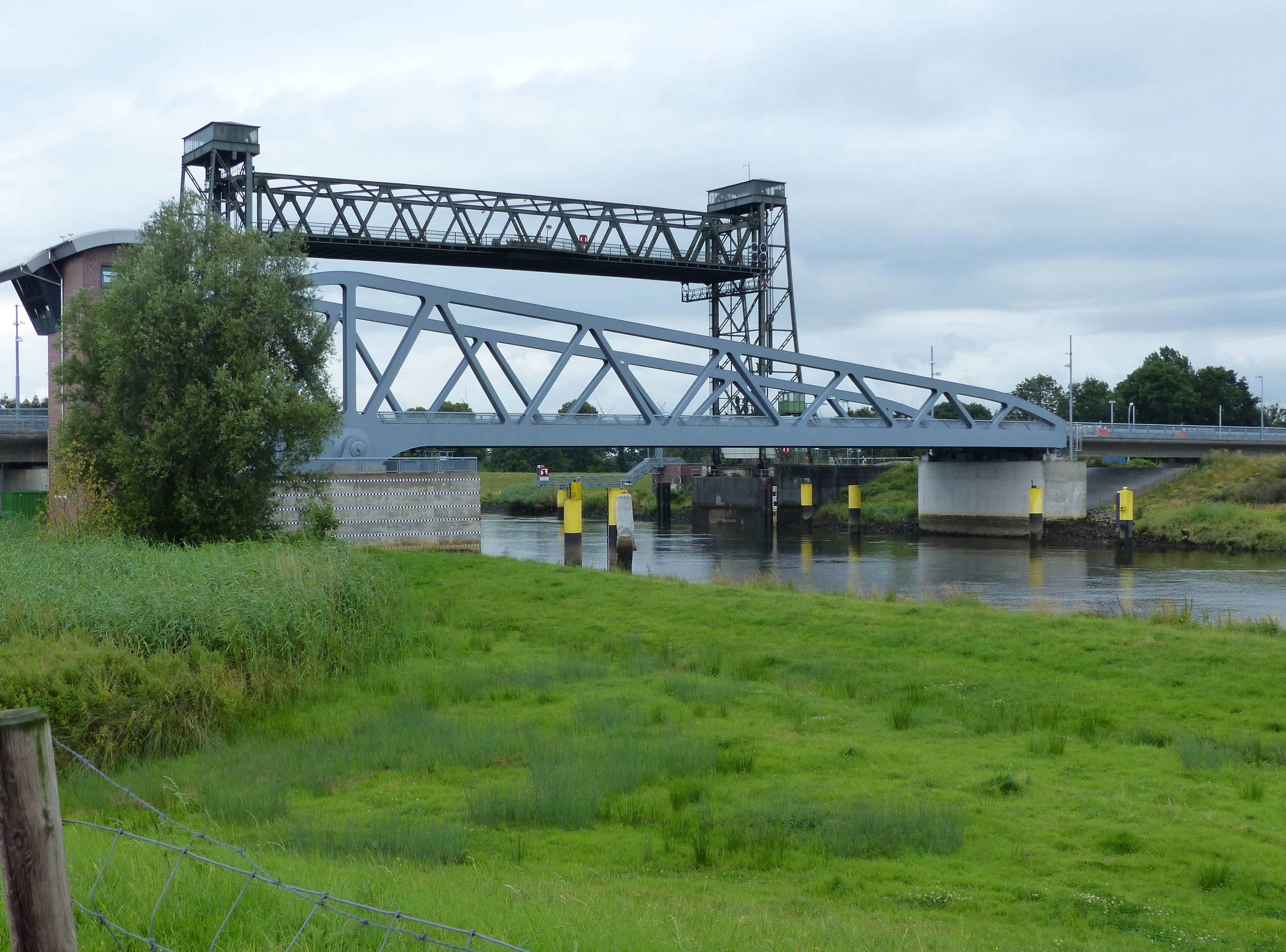
Neue Klapp- und alte Hubbrücke 2016

### Regelmäßige Veranstaltungen
- Berner Abendmusiken in der St.-Aegidius-Kirche
- Berner Ollenfest, u. a. mit Drachenbootrennen und Kanupolo, findet alle zwei Jahre statt
- Berner Bücherwochen, alle zwei Jahre

## Wirtschaft und Infrastruktur

### Verkehr

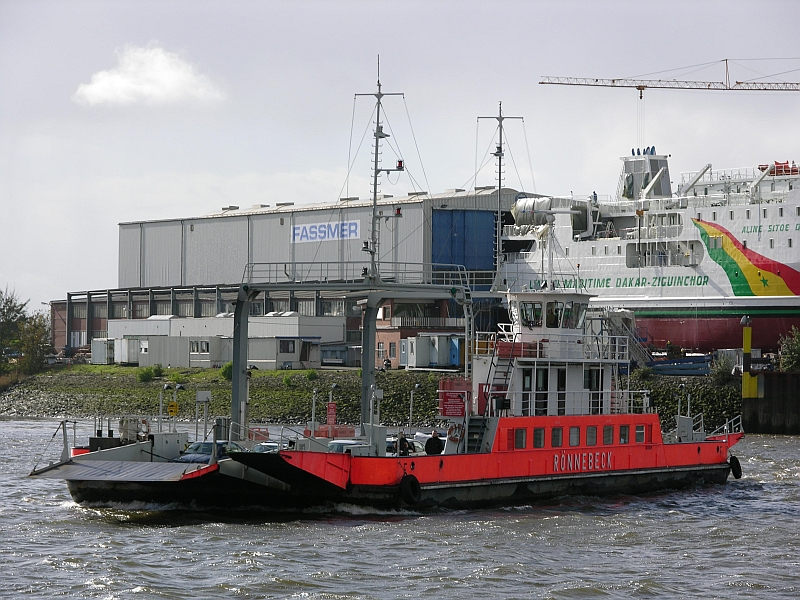
Fähre Rönnebeck

Die Gemeinde Berne ist über die Bundesstraße 212 an die Autobahn A28 angebunden. Im Ortsteil Berne mündet die Bundesstraße 74 in die Bundesstraße 212. Die B74 führt im Zuge einer Fährverbindung über die Weser nach Farge und geht auf der Bremer Weserseite in die Autobahn A270 über.
Zwischen der niedersächsischen Gemeinde und dem gegenüberliegenden Bremer Stadtteil Blumenthal bestehen die zwei Fährverbindungen Blumenthal–Motzen und Berne–Farge, die beide von der Fährgesellschaft Fähren Bremen–Stedingen betrieben werden. Zum Einsatz kommen die Autofähren Stedingen, die Juliusplate sowie die Berne-Farge. Die Fährverbindung Berne–Farge wird rund um die Uhr in unterschiedlichen Takten bedient. Der Nachtverkehr der Fährverbindung Blumenthal–Motzen wurde eingestellt.
Der Bahnhof von Berne liegt an der Bahnstrecke Hude–Nordenham-Blexen. Seit Mitte Dezember 2010 wird er von der Regio-S-Bahn Bremen/Niedersachsen durch die NordWestBahn bedient.
| Linie | Verlauf | Takt   |
| ----- | --- | ------ |
| RS 4  | Bremen Hbf – Bremen-Neustadt – Heidkrug – Delmenhorst – Hoykenkamp – Schierbrok – Bookholzberg – Hude – Berne – Elsfleth – Kirchhammelwarden – Brake (Unterweser) – Rodenkirchen (Oldb) – Kleinensiel – Nordenham Stand: Fahrplanwechsel Dezember 2023 | 60 min |

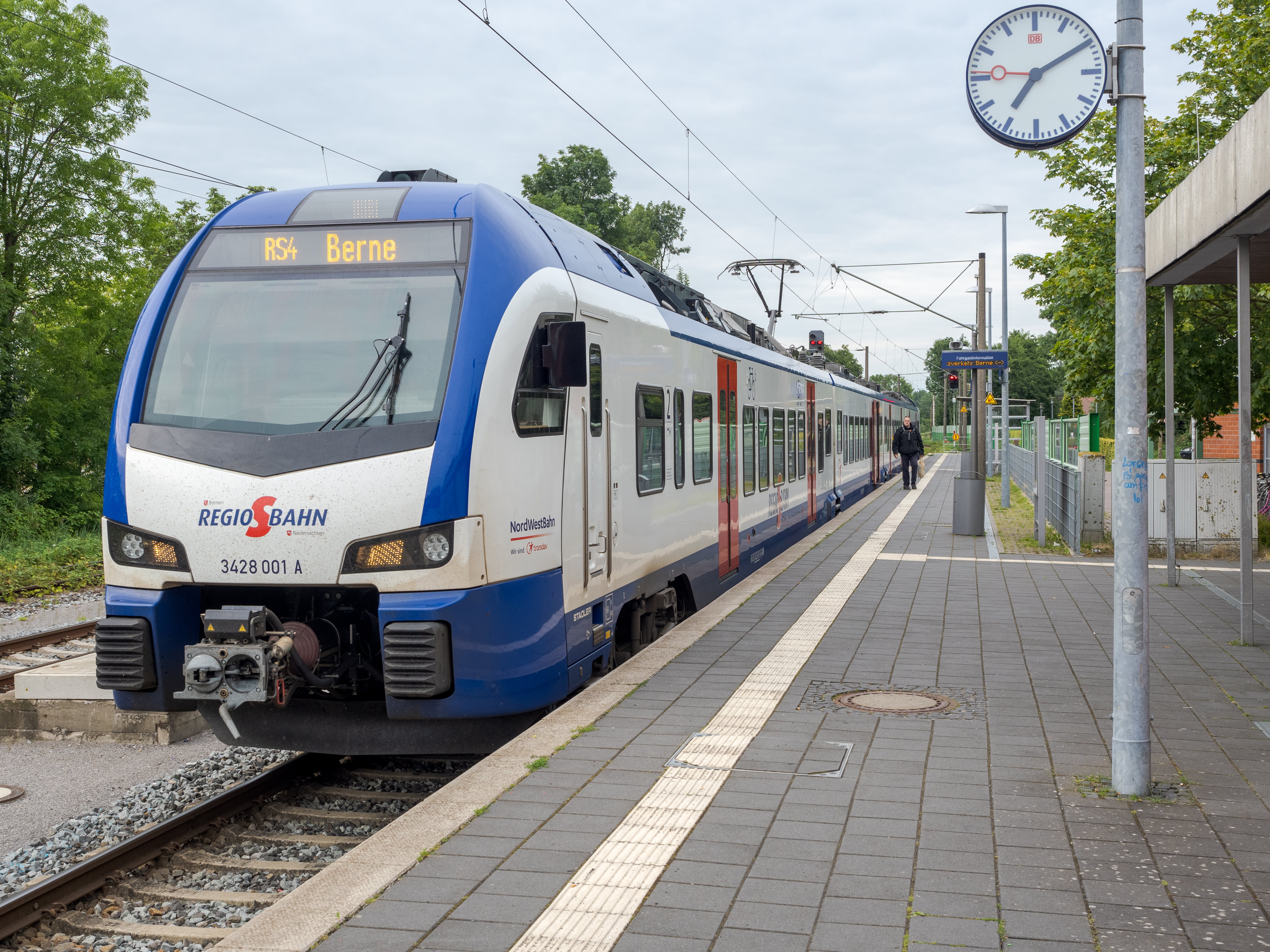
RS4 in Berne.

Die Feinerschließung und die Verbindung mit den Nachbarorten übernehmen Linienbusse der Weser-Ems Busverkehr GmbH.
Durch das Gemeindegebiet führen drei Radfernwege. Die Deutsche Sielroute ist ein Radfernweg durch den Landkreis Wesermarsch. Er besitzt eine Länge von 220 Kilometern und ist vor allem von der typischen Landschaft der Wesermarsch geprägt. Der Weserradweg ist ein 491 Kilometer langer Radfernweg von Hann. Münden bis Cuxhaven entlang der Weser. Der Hunteradweg folgt der Hunte von ihrer Mündung in die Weser bei Elsfleth bis zum Dümmer.

### Ansässige Unternehmen

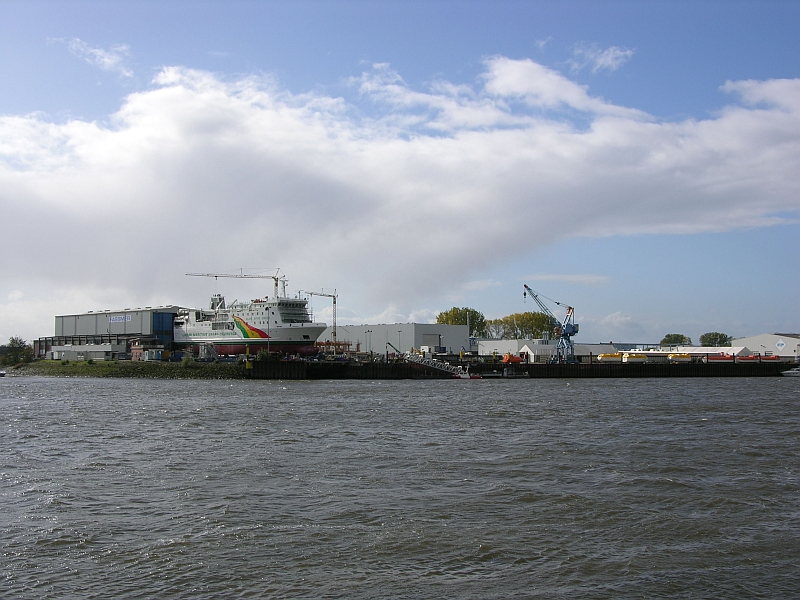
Fassmer-Werft

Auf dem Gemeindegebiet entlang der Weser haben sich verschiedene größere Produktions- und Handwerksbetriebe angesiedelt. Zu nennen sind die Schiffs- und Bootswerften Fr. Fassmer & Co. in Motzen und Bardenfleth, die Fr. Lürssen Werft GmbH & Co. KG in Warfleth, sowie die Tiefbaufirma Wussow Kanalbau- und Pflasterbetriebs GmbH. Ein weiteres Unternehmen ist die Aljo Aluminium-Bau GmbH in Berne, eine Spezialfirma für den Aluminium-Bau, die u. a. im Bereich der Luft- und Raumfahrttechnik und der Marinetechnik tätig ist.

### Medien
Die Gemeinde Berne liegt im Einzugsbereich der Nordwest-Zeitung mit ihrem Lokalteil „Wesermarsch-Zeitung“ und dem Weser-Kurier mit seiner Regionalausgabe „Die Norddeutsche“.
In Berne existierten zwischen 1864 und 1970 mehrere Zeitungen, von denen der Stedinger Bote die größte Bedeutung hatte.
Die erste Zeitung in Berne war Der Stedinger, die vom 1. Oktober 1864 bis zum 5. August 1865 erschien und in Berne gedruckt wurde. Der politischen Tendenz nach war sie unabhängig. Sämtliche Ausgaben sind in der Landesbibliothek Oldenburg archiviert. Ab dem 4. Januar 1868 erschien der Stedinger Bote und Anzeiger für Elsfleth. Der Untertitel des Blatts wechselte:
- 1874 bis 1876: … und Anzeiger für Elsfleth u. Butjadingen
- 1876 bis 1885: Anzeiger für Hude, Elsfleth und Butjadingen
- 1886 bis 1910: Anzeiger für Elsfleth, Hude und Butjadingen
- 1910/11: Ohne Untertitel
- 1911 bis 1914: General-Anzeiger für Berne, Elsfleth, Hude u. Umgegend
- 1914 bis 1935: Zentral-Organ für das Stedinger Land
- 1935 bis 1941: Heimatzeitung für das Stedinger Land.
- 1949 bis 1970: offenbar ohne Untertitel

Die Zeitung wurde bis auf eine kurze Periode von 1910 bis 1913, in der das Blatt in Delmenhorst gedruckt wurde, in Berne gedruckt. Die politische Tendenz war bis 1933 unabhängig. Am 1. Dezember 1949 erschien die erste Nachkriegsausgabe, 1970 wurde das Blatt eingestellt. Ab 1888 erschienen auch diverse Beilagen. Die Jahrgänge 1868 bis 1940 und von 1949 bis 1970 sind in der Landesbibliothek Oldenburg archiviert. 1908/1909 erschien mit dem Stedinger Tageblatt kurzfristig eine Konkurrenz zum Boten, das in Delmenhorst gedruckt und schließlich vom Boten aufgekauft wurde.

### Bildung
In Berne gibt es zwei Grundschulen, die als verlässliche Grundschulen geführt werden. Ihre Trägerschaft liegt bei der Gemeinde. Weiterführende Schule in der Gemeinde ist das Schulzentrum Berne, eine Oberschule mit Ganztagsangebot. Das Schulzentrum steht in der Trägerschaft des Landkreises Wesermarsch. Ebenfalls in der Trägerschaft des Landkreises befindet sich eine Außenstelle der Kreisvolkshochschule Wesermarsch.

## Persönlichkeiten

### Söhne und Töchter der Gemeinde
- Heinrich Vollers (1583–1656), Hausmann in Schlüte (Bauer), Landmesser, Rechnungsprüfer, Organist und Chronist. ´
- Hermann Mylius von Gnadenfeld (geb. Müller) (1603–1657), Rat und Gesandter des Grafen Anton Günther (Oldenburg)
- Anton Günther von Münnich (geb. Mönnich) (1650–1721), Deichgraf
- Johann Rudolf von Münnich (1678–1730), Deichgraf
- Burkhard Christoph von Münnich (1683–1767), Ingenieur, russischer Generalfeldmarschall und Staatsmann
- Christian Karsten Hinrich Kruse (1753–1827), Universitätsprofessor und Leiter des Gymnasiums und des Lehrerseminars in Oldenburg
- Christoph Friedrich Mentz (1765–1832), Kartograph und Regierungspräsident in Oldenburg
- Emilie Bendel (1839–1915), deutsche Pädagogin, Schulgründerin und Frauenrechtlerin
- Georg Wilhelm Ferdinand von Amann (1839–1928), königlich-preußischer General der Infanterie
- Johannes Meyer-Ellerhorst (1857–1933), im Ortsteil Harmenhausen geborener Jurist und Landesverwaltungs-Gerichtspräsident
- Diedrich Schmidt (1868–1939), zunächst Lehrer, dann Ziegeleibesitzer, Landtagsabgeordneter in Oldenburg
- Max Rumpf (1878–1953), Soziologe und Hochschullehrer
- Bernhard Wellmann (1890–1964), Kaufmann und FDP-Politiker
- Johann Friedrich Lange (1891–1968), deutscher Mundartschriftsteller
- Paul de Bruyn (1907–1997), deutscher Marathonläufer
- Claus Kanngiesser (* 1944), Cellist und Musikprofessor
- Dieter Bohlen (* 1954), Musiker und Musikproduzent
- Karin Logemann (* 1961), Politikerin (SPD), Mitglied des Niedersächsischen Landtages
- Felix Eikmeier (* 1992), deutscher Kanupolospieler

### Mit Berne verbunden
- Diedrich Konrad Muhle (1780–1869), wirkte von 1810 bis 1815 in Berne als Katechet
- Karl-Hans Lagershausen (1924–1988), Landwirt und Politiker (CDU), Bürgermeister der Gemeinde Berne, Mitglied des Niedersächsischen Landtages und des Deutschen Bundestages
- Björn Thümler (* 1970), Politiker (CDU), Mitglied des Niedersächsischen Landtages, wuchs in Berne auf und wohnt in Berne
- Christina-Johanne Schröder (* 1983), Politikerin (Grüne), Mitglied des Bundestags, wuchs in Berne auf und wohnt in Berne